# Prins Karls Forland
Prins Karls Forland o Forlandet, també catalanitzat com a Príncep Carles Forland, és una illa deshabitada situada davant de la costa de l'illa de Spitsbergen, a l'arxipèlag de Svalbard (Noruega). La seva superfície és de 615 km², dels quals 96 km² estan coberts el gel. El punt més alt es troba a 1084 metres d'altitud. L'illa sencera i el mar que l'envolta formen el Parc Nacional de Forlandet.
El primer en albirar l'illa fou Willem Barentsz el 1596. El 1610, l'anglès Jonas Poole li va donar el nom de Black Point Isle (literalment: "illa del punt negre"). Cap al 1612 els baleners anglesos en deien Prince Charles Foreland, pel fill del rei Jaume, Carles (darrer rei d'Anglaterra i Escòcia). Els holandesos en Illa Kijn, pel nom d'un mercader que hi morí. Els anglesos hi bastiren una estació balenera al nord amb el nom de Fair Foreland (actualment Fuglehuken).